# (1858) Лобачевский
(1858) Лобачевский — небольшой астероид главного пояса, который был открыт 18 августа 1972 года советским астрономом Людмилой Журавлёвой в Крымской обсерватории и 1 июня 1975 года (Циркуляр № 3826) назван в честь русского математика Н.Лобачевского.
Этот астероид совершает свой оборот вокруг Солнца за 4,43 земного года. 